# Ceratina cyanea
Ceratina cyanea ist eine Biene aus der Familie der Apidae. 

## Merkmale
Die Bienen haben eine Körperlänge von 6 bis 7 Millimetern (Weibchen) bzw. 5 bis 7 Millimetern (Männchen). Der Körper der Weibchen ist metallisch blau gefärbt, hat jedoch teilweise schwarze Bereiche. Die Stirnplatte (Clypeus) ist häufig schwarz und trägt selten einen weißen Fleck. Die Schienen (Tibien) sind an der Basis mit kleinen weißen Flecken versehen. Das Schildchen (Scutellum) ist dicht punktiert. Die Männchen sehen den Weibchen ähnlich, ihr Labrum und die Stirnplatte sind jedoch stark weiß gefleckt. Das siebte Tergit ist tief eingesattelt und endet in zwei Spitzen. Dazwischen ist es halbkreisförmig ausgeschnitten.

## Vorkommen und Lebensweise
Die Art ist in Nordwestafrika, Süd-, Mittel- und dem südlichen Nordeuropa, östlich bis in den Kaukasus und den Ural verbreitet. Die anspruchslose Art besiedelt sowohl trockene Lebensräume sowie Feuchtgebiete. Die Tiere fliegen von Mitte März bis Mitte Oktober. Die Art sammelt Pollen an verschiedenen Pflanzenfamilien. Welche Kuckucksbienen die Art parasitieren, ist nicht bekannt. 

## Belege
Felix Amiet, M. Herrmann, A. Müller, R. Neumeyer: Fauna Helvetica 20: Apidae 5. Centre Suisse de Cartographie de la Faune, 2007, ISBN 978-2-88414-032-4.